# Liste südafrikanischer Zeitungen

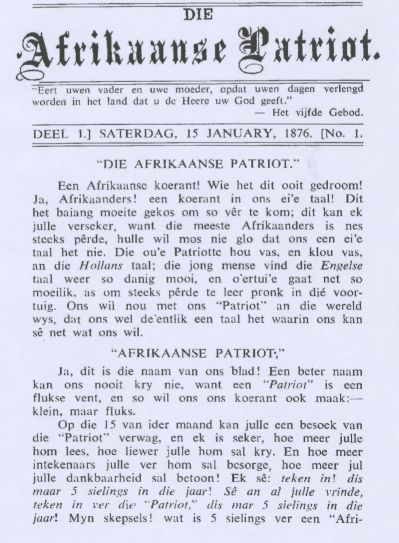
Erstausgabe von Die Afrikaanse Patriot vom 15. Januar 1876, dem ersten afrikaanssprachigen Presseerzeugnis

In Südafrika gibt es nur wenige überregionale Tageszeitungen. Eine landesweite Verbreitung ist traditionell den meisten Wochenzeitungen vorbehalten, deren Auflagen zum Teil erheblich höher sind als die der Tageszeitungen.
Die älteste Zeitung Südafrikas ist ein Staatsanzeiger, der im Jahr 1800 erstmals sowohl mit einer englischen (Cape Town Gazette and African Advertiser) als auch einer niederländischen Ausgabe (Kaapsche Stads Courant en Afrikaansche Berigter) herauskam. Die älteste noch erscheinende Zeitung ist der 1845 gegründete Herald aus Port Elizabeth.
Der südafrikanische Zeitungsmarkt wird fast gänzlich von den vier Verlagen Avusa, Caxton and CTP Publishers and Printers, Independent Newspapers und Naspers dominiert. Naspers hält hierbei ein Monopol auf alle bedeutenden afrikaanssprachigen Zeitungen. Diese waren zur Zeit der Apartheid stark an die regierende Nationale Partei gebunden, im Zuge der Abschaffung des Apartheidssystems und dem darauffolgenden Verschwinden der Nationalen Partei von der politischen Bühne mussten sich diese Zeitungen neu orientieren. Auch heute noch gibt es Zeitungen, die gezielt eine bestimmte Volksgruppe bedienen.
Caxton/CTP ist im Zeitungsmarkt heute fast ausschließlich mit Lokalzeitungen vertreten, die hier aufgrund der Beschränkung auf wichtige Titel nicht aufgeführt sind.

## Erklärung
- Name: Heutiger Name der Zeitung. Manche Zeitungen haben Vorläufer oder wurden im Laufe der Zeit umbenannt. Die Homepage ist durch eine Referenz hinter dem Namen aufgeführt.
- Seit: Jahr, in dem die Erstausgabe erschienen.
- Verlag: Herausgebender Verlag der Zeitung. In Einzelfällen Joint-Ventures verschiedener Verlage.
- Redaktionssitz: Redaktionelles Hauptbüro. Muss nicht mit dem Verlagssitz übereinstimmen.
- Auflage: Stand 2006 (Ausnahme Financial Mail, 2008). In Südafrika werden Auflagen im Allgemeinen durch das Audited Bureau for Circulation (ABC) geprüft. Im Falle von Naspers wurden die ABC-basierten Zahlen direkt von der Naspers-Homepage übernommen
- Verbreitungsgebiet: Provinzen, in denen die Zeitung hauptsächlich verbreitet wird.
- Anmerkungen: Erwähnenswertes wie Umbenennungen, Umzüge, Exklusivität in einem Bereich u. a.

## Tageszeitungen
| Name                     | Seit | Verlag                 | Redaktionssitz   | Auflage | Verbreitungsgebiet                           | Sprache   | Anmerkungen                                                                             |
| ------------------------ | ---- | ---------------------- | ---------------- | ------- | -------------------------------------------- | --------- | --------------------------------------------------------------------------------------- |
| Beeld                    | 1974 | Naspers                | Johannesburg     | 105.114 | Gauteng, Mpumalanga und Limpopo              | Afrikaans |                                                                                         |
| Die Burger               | 1915 | Naspers                | Kapstadt         | 99.288  | Westkap und Ostkap                           | Afrikaans | Bis 1922 niederländisch De Burger                                                       |
| Business Day             | 1986 | Avusa und Pearson      | Johannesburg     | 42.322  | überregional                                 | Englisch  |                                                                                         |
| Cape Argus               | 1857 | Independent Newspapers | Kapstadt         | 75.549  | Westkap                                      | Englisch  |                                                                                         |
| Cape Times               | 1876 | Independent Newspapers | Kapstadt         | 51.285  | Westkap                                      | Englisch  |                                                                                         |
| The Citizen              | 1976 | Avusa und CTP/Caxton   | Johannesburg     | 90.978  | Gauteng                                      | Englisch  | Gegründet zur Desinformation, siehe Muldergate-Affäre                                   |
| Daily Dispatch           | 1898 | Avusa                  | East London      | 33.535  | Ostkap                                       | Englisch  |                                                                                         |
| Daily News               | 1878 | Independent Newspapers | Durban           | 56.256  | KwaZulu-Natal                                | Englisch  | Als Natal Mercantile Advertiser gegründet                                               |
| Daily Sun                | 2002 | Naspers                | Johannesburg     | 463.691 | Gauteng, Ostkap, KwaZulu-Natal und Freistaat | Englisch  |                                                                                         |
| Diamond Field Advertiser | 1878 | Independent Newspapers | Kimberley        | 8.954   | Nordkap                                      | Englisch  |                                                                                         |
| The Herald               | 1845 | Avusa                  | Gqeberha         | 30.230  | Ostkap                                       | Englisch  | Älteste noch erscheinende Zeitung Südafrikas                                            |
| Isolezwe                 | 2002 | Independent Newspapers | Durban           | 58.848  | KwaZulu-Natal                                | isiZulu   | Einzige bedeutende Zeitung, die nicht auf Englisch oder Afrikaans erscheint             |
| The Mercury              | 1852 | Independent Newspapers | Durban           | 40.526  | KwaZulu-Natal                                | Englisch  |                                                                                         |
| Pretoria News            | 1898 | Independent Newspapers | Pretoria         | 28.055  | Gauteng, Mpumalanga und Nordwest             | Englisch  |                                                                                         |
| Die Son                  | 2003 | Naspers                | Kapstadt         | 184.179 | Westkap, freitags auch landesweit            | Afrikaans | Einzige afrikaanssprachige Boulevardzeitung des Landes                                  |
| The Sowetan              | 1981 | Avusa                  | Johannesburg     | 118 261 | Gauteng                                      | Englisch  |                                                                                         |
| The Star                 | 1887 | Independent Newspapers | Johannesburg     | 171.542 | überregional, hauptsächlich Gauteng          | Englisch  | Erschien zunächst als Eastern Star in Grahamstown und zog 1889 nach Johannesburg um.    |
| The Times                | 2007 | Avusa                  | Johannesburg     | 130.000 | überregional                                 | Englisch  | Entstand als Ergänzung der Sunday Times und wird an Neuabonnenten von dieser verschickt |
| Volksblad                | 1904 | Naspers                | Bloemfontein     | 27.669  | Freistaat und Nordwest                       | Afrikaans | älteste afrikaanssprachige Tageszeitung                                                 |
| The Witness              | 1846 | Naspers                | Pietermaritzburg | 23.804  | KwaZulu-Natal                                | Englisch  | hieß früher The Natal Witness                                                           |

## Wochenzeitungen
| Name                        | Seit | Verlag                    | Redaktionssitz | Auflage | Verbreitungsgebiet                                                 | Sprache   | Anmerkungen |
| --------------------------- | ---- | ------------------------- | -------------- | ------- | ------------------------------------------------------------------ | --------- | --- |
| City Press                  | 1982 | Naspers                   | Johannesburg   | 187.741 | überregional                                                       | Englisch  | Als Golden City Press gegründet |
| Financial Mail              | 1959 | BDFM Publishers (Pty) Ltd | Johannesburg   | 29.745  | überregional                                                       | Englisch  | Wirtschafts- und Finanzmagazin |
| The Independent on Saturday | 1998 | Independent Newspapers    | Durban         | 56.220  | KwaZulu-Natal                                                      | Englisch  | |
| Mail & Guardian             | 1985 | M&G Media                 | Johannesburg   | 48.291  | überregional                                                       | Englisch  | bis 1995 Weekly Mail, 1990 kurzfristig The Daily Mail, nach dem Einstieg von The Guardian in den heutigen Namen umbenannt                                       |
| Rapport                     | 1970 | Naspers                   | Johannesburg   | 313.528 | überregional                                                       | Afrikaans | Fusionszeitung aus - Die Beeld - Dagbreek |
| Soccer Laduma               | 1997 | Naspers                   | Johannesburg   | 295.833 | überregional                                                       | Englisch  | Fußballzeitung |
| Sunday Independent          | 1995 | Independent Newspapers    | Johannesburg   | 41.464  | überregional, hauptsächlich KwaZulu-Natal, Gauteng und Nordkap     | Englisch  | |
| Sunday Sun                  | 2001 | Naspers                   | Johannesburg   | 195.850 | überregional, wird auch in Botswana, Lesotho und Eswatini verkauft | Englisch  | Sonntagsausgabe der Daily Sun |
| The Sunday Times            | 1906 | Avusa                     | Johannesburg   | 504.657 | überregional                                                       | Englisch  | |
| Sunday Tribune              | 1935 | Independent Newspapers    | Durban         | 113.577 | KwaZulu-Natal                                                      | Englisch  | |
| Sunday World                | 1999 | Avusa                     | Johannesburg   | 142.912 | Gauteng, Mpumalanga, Limpopo und Nordwest                          | Englisch  | |
| The Post                    | 1955 | Independent Newspapers    | Durban         | 49.548  | KwaZulu-Natal und Gauteng                                          | Englisch  | hieß bis 1960 Golden City Post. Ursprünglich mit Sitz in Johannesburg und an Schwarze gerichtet, wendet sich es heute an die indischstämmige Bevölkerungsgruppe |

## Frühere bedeutende Zeitungen
| Name                                                                                     | Von  | Bis  | Erscheinungs- weise | Sprache                     | Beschreibung |
| ---------------------------------------------------------------------------------------- | ---- | ---- | ------------------- | --------------------------- | --- |
| Cape Town Gazette and African Advertiser Kaapsche Stads Courant en Afrikaansche Berigter | 1800 | 1826 | vierzehntäglich     | Englisch und Niederländisch | Erste Zeitung Südafrikas und staatliches Bekanntmachungsorgan, wurde 1826 von der Governement Gazette abgelöst. |
| The Friend                                                                               | 1850 | 1985 | täglich             | Englisch                    | Erschien zunächst wöchentlich auf Englisch und Niederländisch, seit 1894 nur noch auf Englisch. Dass die Zeitung in Bloemfontein und damit in der Burenrepublik Oranje-Freistaat beheimatet und sowohl liberal als auch proburisch war, machte sie zu einem eigentümlichen Sonderfall. Autoren waren u. a. Arthur Conan Doyle und Rudyard Kipling. Erschien seit den 1890er Jahren täglich und kam während des Burenkriegs kurzzeitig unter britische Kontrolle. 1985 eingestellt. |
| Die Afrikaanse Patriot                                                                   | 1876 | 1904 | wöchentlich         | Afrikaans                   | Von der Genootskap van Regte Afrikaners gegründet, war es das erste afrikaanssprachige Presseerzeugnis und wollte diese Sprache als Schriftsprache fördern. Erschien zuerst monatlich, seit 1878 wöchentlich. Zunächst populär, kostete die spätere Unterstützung der britischen Kolonialregierung der Zeitung die meisten Leser und damit schließlich die Existenz. Erhielt mit Paarl Post einen weniger politischen Nachfolger, der bis heute erscheint.                         |
| Rand Daily Mail                                                                          | 1902 | 1985 | täglich             | Englisch                    | Nahm eine Anti-Apartheid-Haltung ein, wurde 1985 eingestellt, worauf einige Journalisten der Zeitung die Weekly Mail gründeten, die heute unter dem Namen Mail & Guardian erscheint. |
| The Indian Views                                                                         | 1914 | 1972 | wöchentlich         | Gujarati, Englisch          | Hatte einen beträchtlichen Einfluss in konservativen Kreisen der indischstämmigen Bevölkerungsgruppe. Unabhängige Zeitung in Durban, langfristig unter der Herausgeberschaft von Moosa Ismail Meer. |
| Die Transvaler                                                                           | 1937 | 1993 | täglich             | Afrikaans                   | Von der Nationalen Partei gegründet, die Hendrik Verwoerd als ersten Chefredakteur einsetzte, der später Premierminister von Südafrika wurde. Stand für Afrikaanernationalismus und war während des Zweiten Weltkriegs prodeutsch eingestellt. Nachdem Nasionale Pers 1974 in Transvaal mit Beeld eine eigene Zeitung herausbrachte, verlor Die Transvaler an Boden, ihr Herausgeber Perskor stellte sie 1993 ein.                                                                 |
| Vrye Weekblad                                                                            | 1988 | 1994 | wöchentlich         | Afrikaans                   | Unabhängige Zeitung im Besitz der Redakteure, nahm eine Anti-Apartheid-Haltung ein; griff mit zahlreichen Enthüllungen über geheime Aktionen der Sicherheitsbehörden das Apartheid-System an. Wurde mit zahlreichen Prozessen überzogen, die sie schließlich in den Bankrott trieben. |
| New Nation                                                                               | 1985 | 1997 | wöchentlich         | Englisch                    | Von der katholischen Bischofskonferenz Südafrikas unterhaltene Zeitung, nahm eine Anti-Apartheid-Haltung ein und wurde deswegen mehrfach gebannt |